# Кристофер Нилсен
Кристофер Нилсен (енгл. Christopher Nilsen; Канзас Сити, 13. јануар 1998.) је амерички атлетичар специјализован за скок с мотком. Освојио је сребрну медаљу на Летњим олимпијским играма 2020.

## Каријера
Нилсен је завршио средњу школу у Канзас Ситију  Нилсен је поставио средњошколски рекорд Сједињених Држава у скоку с мотком са резултатом 5.61 метар. Нилсен је похађао Универзитет Јужне Дакоте.

### Међународна такмичења
Нилсен је почео да се такмичи у Вермиллону, (Јужна Дакота) под тренером Дереком Мајлсом у јесен 2016. У Лондону на Светском првенству 2017. Нилсен је пресочио 5.60 м  у скоку с мотком и заузео 13. место.  Нилсен је освојио злато у скоку с мотком на Панамеричким играма 2019. у Лими у Перуу након што је прескочио 5.76 м.  .
Освојио је сребрну медаљу на Олимпијским играма у Токију скоком од 5.97 м, поправивши свој лични рекорд за два центиметра.
Нилсен је скочио дворански северноамерички рекорд од 6.05 м  5. фебруара 2022. на митингу у Француској.